# Церковь Святой Софии (Берлин)
Церковь Святой Софии в Берлине (Софиенкирхе, нем. Sophienkirche) — евангелическая церковь в Шпандауском предместье в районе Митте. Здание окружено уже длительное время не используемым церковным двором, примыкающим к Хакским дворам.
Возведение зальной церкви по проекту архитектора Филиппа Герлаха началось ещё при Фридрихе I. Первоначально церковь планировалось назвать по имени третьей супруги первого прусского короля Софии Луизы Мекленбург-Шверинской. Однако после смерти Фридриха I этому воспротивился новый король Фридрих Вильгельм I, и 18 июня 1713 года церковь была освящена как Шпандауская. Лишь при следующем короле Фридрихе Великом церковь обрела своё нынешнее название Софиенкирхе. Барочная башня была построена в 1732—1734 годах по проекту Иоганна Фридриха Греля.
В 1891—1892 годах церковь была перестроена: потолок был поднят с заменой стропил, а пол углублён. В восточной стене появилась прямоугольная алтарная ниша. Внутреннее оформление этого периода, включая огромный рокайль на потолке, сохранилось до наших дней.